# Fawzi Abdussalam
Fawzi Abdussalam ist ein ehemaliger libyscher Radrennfahrer.

## Sportliche Laufbahn
Abdussalam war im Bahnradsport aktiv und Teilnehmer der Olympischen Sommerspiele 1980 in Moskau. Im Sprint unterlag er im Vorlauf gegen Anton Tkáč. Im Hoffnungslauf war er gegen James Joseph und im Hoffnungslauffinale gegen László Morcz aus dem Turnier ausgeschieden.